# Поузи (Калифорнија)
Поузи (енгл. Posey) насељено је место без административног статуса у америчкој савезној држави Калифорнија.

## Демографија
По попису из 2010. године број становника је 10.
| Група             | 2000.    | 2010.     |
| Белци             | 0 (0,0%) | 6 (60,0%) |
| Афроамериканци    | 0 (0,0%) | 0 (0,0%)  |
| Азијати           | 0 (0,0%) | 0 (0,0%)  |
| Хиспаноамериканци | 0 (0,0%) | 3 (30,0%) |
| Укупно            | 0        | 10        |